# Пониц
Пониц (нем. Ponitz) — община в Германии, в земле Тюрингия.
Входит в состав района Альтенбург. Население составляет 1684 человека (на 31 декабря 2010 года). Занимает площадь 17,04 км².
Коммуна подразделяется на 5 сельских округов.